# Rhinobothryum
Rhinobothryum – rodzaj węży z podrodziny Colubrinae w rodzinie połozowatych (Colubridae).

## Zasięg występowania
Rodzaj obejmuje gatunki występujące w Hondurasie, Nikaragui, Kostaryce, Panamie, Kolumbii, Ekwadorze, Wenezueli, Gujanie, Gujanie Francuskiej, Brazylii, Boliwia i Peru.

## Systematyka

### Etymologia
Rhinobothryum: gr. ῥις  rhis, ῥινος rhinos „nos”; βοθρυον bothruon „otwór”.

### Podział systematyczny
Do rodzaju należą następujące gatunki: 
- Rhinobothryum bovallii
- Rhinobothryum lentiginosum